# Ходынское поле
Ходы́нское по́ле — местность на севере Москвы между современным Ленинградским проспектом, Беговой улицей и Хорошёвским шоссе. Своё название поле получило по реке Ходынке, ныне заключённой в трубу.

## История
Ходынское поле (до XVII века «Ходынский луг») известно с XIV в, первое упоминание о котором датируется 1389 годом, когда Дмитрий Донской завещал подмосковный Ходынский луг своему сыну Юрию Дмитриевичу.
Долгое время поле оставалось незастроенным, на нём располагались пахотные земли ямщиков Тверской слободы. В 1608—1609 годах на Ходынском поле произошли три боестолкновения между обосновавшимися в Тушинском лагере отрядами Лжедмитрия II и войсками царя Василия Шуйского.
При Екатерине II в 1775 году на Ходынке было проведено грандиозное народное гуляние по случаю окончания войны с Турцией и заключения весьма выгодного для России Кючук-Кайнарджийского мира.
В дальнейшем Ходынское поле неоднократно использовалось для массовых народных гуляний. На Ходынском поле гулянья проходили, в частности, во время коронаций Александра II, Александра III и Николая II. Во время гуляний по случаю коронации Николая II в мае 1896 г. произошла трагедия, в результате которой в давке погибло по официальной версии 1389 человек, ещё 1300 человек получили тяжёлые увечья.
В 1834 году на Ходынском поле открылся ипподром (ныне Московский ипподром). В XIX веке на Ходынском поле располагались военные лагеря, в конце столетия — Николаевские казармы (после революции переименованные в Октябрьские казармы). Западнее окружной железной дороги находилось Военное поле, где проводились учения войск и стрельбы. В 1892 году при военных лагерях был построен деревянный храм Сергия Радонежского. В конце XIX — начале XX веков Ходынка использовалось для организации крупных выставок, первая из которых — Всероссийская художественно-промышленная выставка 1882 года.
В начале XX века на поле был построен аэродром, в дальнейшем получивший название Центральный аэродром им. Фрунзе. Датой основания аэродрома стало 17 июня 1910 года, когда Общество воздухоплавания объявило о положительном решении штаба Московского военного округа по выделению земли на территории Ходынского поля под лётное поле. Официальное открытие состоялось 3 октября 1910 г. в присутствии военного начальства и многих русских авиаторов.
В 1914 году на Ходынском поле начала действовать Ходынская радиостанция.
В 1922 году в ознаменование пятилетия Октябрьской революции часть Ходынского поля — Военное поле — была переименована в «Октябрьское Поле».
3 мая 1922 года с Центрального аэродрома начали выполняться первые в истории России международные авиаперелёты по маршруту Москва — Кёнигсберг — Берлин. 15 июля 1923 года начались и первые регулярные внутригосударственные пассажирские рейсы Москва — Нижний Новгород.
В ноябре 1931 года на аэродроме было открыто первое в СССР здание аэровокзала, а в 1938 году к аэропорту была подведена линия метро со станцией «Аэропорт».
Здесь совершали свои полёты выдающиеся русские лётчики П. Н. Нестеров, С. И. Уточкин и В. П. Чкалов. В окрестностях поля были построены ведущие авиационные ОКБ: Сухого, Микояна, Ильюшина, Яковлева.
Последний самолёт взлетел отсюда 3 июля 2003 года, это был противолодочный Ил-38SD для ВМС Индии. В том же году аэродром был закрыт, на остатках взлётной полосы расположена брошенная авиационная техника. На этом месте планировалось организовать «Музей авиации на Ходынском поле», однако этим планам не суждено было сбыться. По состоянию на октябрь 2012 года, часть несостоявшихся экспонатов разрезана на металлолом, а наиболее хорошо сохранившиеся выкуплены частным Музеем техники.
С 2004 года поле активно застраивается: построен ледовый дворец спорта «Мегаспорт», возведён жилой комплекс «Гранд Парк», крупнейший в Европе торгово-развлекательный центр «Авиапарк». Градостроительная концепция застройки поля разработана коллективом архитекторов под руководством А. В. Бокова. Проект комплексного освоения территории «Ходынского поля» был выполнен специалистами Научно-исследовательского и проектно-изыскательского института экологии города (НИиПИ ЭГ).
8 сентября 2008 года неподалёку от Ходынского поля открылся после реконструкции Чапаевский парк, на одной из аллей которого был установлен памятный знак в честь 108 лётчиков, погибших на Ходынском поле, среди которых был Валерий Чкалов, а также в честь 35 тысяч лётчиков, погибших в Великую Отечественную войну.
С декабря 2011 года на территории Ходынского поля началось строительство станции метро (ЦСКА). Станция открылась в составе первой очереди Большой Кольцевой линии 26 февраля 2018 года.

### Создание Ходынского парка
Осенью 2013 года Правительством Москвы при поддержке местных жителей было принято решение разбить на территории Ходынского поля парк. В сентябре 2013 года был объявлен конкурс на создание концепции парка на Ходынском поле, который продлился до марта 2014 года. Победитель конкурса получил 100 тысяч долларов на реализацию проекта. В конкурсе победило итальянское архитектурное бюро Land Milano Sri. Однако впоследствии выяснилось, что проект получился слишком дорогой для реализации, поэтому был разработан новый проект российской архитектурной компанией Magly Proekt.
Парк «Ходынское поле» занял южную часть одноимённого поля, между Ходынским бульваром и бывшей взлётно-посадочной полосой на территории бывшего Центрального аэродрома имени М. В. Фрунзе. Площадь парка составляет 24,7 га. Ходынский бульвар стал пешеходной зоной и включён в территорию парка. В парке оборудованы павильоны для детского клуба, батутного комплекса, коворкинга, пункта проката, кафе и открытой сцены. В зоны променада расположился сухой фонтан из 245 струй, рядом с которым обустроен яблоневый бульвар с велодорожкой.
В центре парка воссоздан природный рельеф с четырьмя холмами и смотровыми площадками, а также сооружён искусственный пруд с островом. Кроме того, в парке обустроены площадки для выгула собак, зоны отдыха, спортивные и детские зоны.
В 2014 году на территории Ходынского парка началось строительство Государственного центра современного искусства. 4 ноября 2014 года был заложен первый камень нового здания музейно-выставочного комплекса. Здание ГЦСИ будет построено по архитектурному проекту ирландского бюро Heneghan Peng Architects, выигравшему конкурс на создание этого центра.
На территории Ходынского парка в 2015 году началось строительство храма Преподобного Сергия Радонежского, младшего преемника храма, который был снесён в 1930 году.
По состоянию на июль 2017 года на территории парка прокладывают коммуникации, формируют прогулочную зону и намечают пешеходные дорожки, завершается строительство храма.

## Топонимика
Название местности было сохранено в названиях улиц. В честь Ходынского поля названы Ходынский бульвар, 1-й, 2-й, 3-й и 4-й Ходынские проезды.